# São Vicente e Granadinas nos Jogos Olímpicos de Verão de 2016
São Vicente e Granadinas, representado pelo Comitê Olímpico de São Vicente e Granadinas, participará dos Jogos Olímpicos de Verão de 2016, realizado no Rio de Janeiro. A equipe consta com 4 atletas e participará de dois desportos, o atletismo e a natação.
Legenda
| Recorde mundial      | Recorde mundial (World record)               |                       | Recorde africano                      | Recorde africano (African) |                                           | Q | Classificado por posição (Qualified) |
| Recorde olímpico     | Recorde olímpico (Olympic record)            | Recorde da América    | Recorde da América (Americas)         | q                          | Classificado por melhor tempo (Qualified) |   |                                      |
| Melhor marca do ano  | Melhor marca do ano (World leading)          | Recorde asiático      | Recorde asiático (Asian)              | DNS                        | Não largou (Did not start)                |   |                                      |
| Recorde nacional     | Recorde nacional (National record)           | Recorde europeu       | Recorde europeu (European)            | DNF                        | Não terminou (Did not finish)             |   |                                      |
| Recorde pessoal      | Recorde pessoal do atleta (Personal best)    | Recorde da Oceania    | Recorde da Oceania (Oceania)          | DSQ / DQ                   | Desclassificado (Disqualified)            |   |                                      |
| Recorde da temporada | Recorde da temporada do atleta (Season best) | Recorde sul-americano | Recorde sul-americano (South America) | NM                         | Sem marca (No mark)                       |   |                                      |

## Atletismo
| Atleta                   | Evento           | Fase preliminar | Fase preliminar | Semifinal | Semifinal | Final     | Final   |
| Atleta                   | Evento           | Resultado       | Posição         | Resultado | Posição   | Resultado | Posição |
| ------------------------ | ---------------- | --------------- | --------------- | --------- | --------- | --------- | ------- |
| Brandon Valentine-Parris | Masculino - 400m |                 |                 |           |           |           |         |
| Kineke Alexander         | Feminino — 400 m |                 |                 |           |           |           |         |

## Natação
| Atleta            | Evento                     | Fase preliminar | Fase preliminar | Semifinal   | Semifinal   | Final       | Final       |
| Atleta            | Evento                     | Tempo           | Posição         | Tempo       | Posição     | Tempo       | Posição     |
| ----------------- | -------------------------- | --------------- | --------------- | ----------- | ----------- | ----------- | ----------- |
| Nikolas Sylvester | Masculino - 50m nado livre |                 |                 |             |             |             |             |
| Izzy Joachim      | Feminino - 100m nado peito | 1:17.37         | 38              | Não avançou | Não avançou | Não avançou | Não avançou |